# 倫以詵
倫以詵（1502年—1580年），字彥群，号穗石，廣東廣州府南海縣人，明朝政治人物，狀元倫文敘之子。

## 生平
正德十四年（1519年）己卯科廣東鄉試第二十名舉人，三十七歲中式嘉靖十七年（1538年）戊戌科会试第八十七名，二甲第六名進士。授礼部儀制司主事，官至南京兵部武选司郎中，乞归养。晚年仍力学，卒年七十九。

## 家族
曾祖倫敔；祖父倫明，封翰林院修撰；父倫文敘，右春坊右諭德兼翰林院侍講 贈朝議大夫南京國子監祭酒。母區氏（封太恭人）。